# Don Lessem
Don „Dino“ Lessem (* 1951) ist ein Autor populärwissenschaftlicher Bücher über Dinosaurier.

## Leben

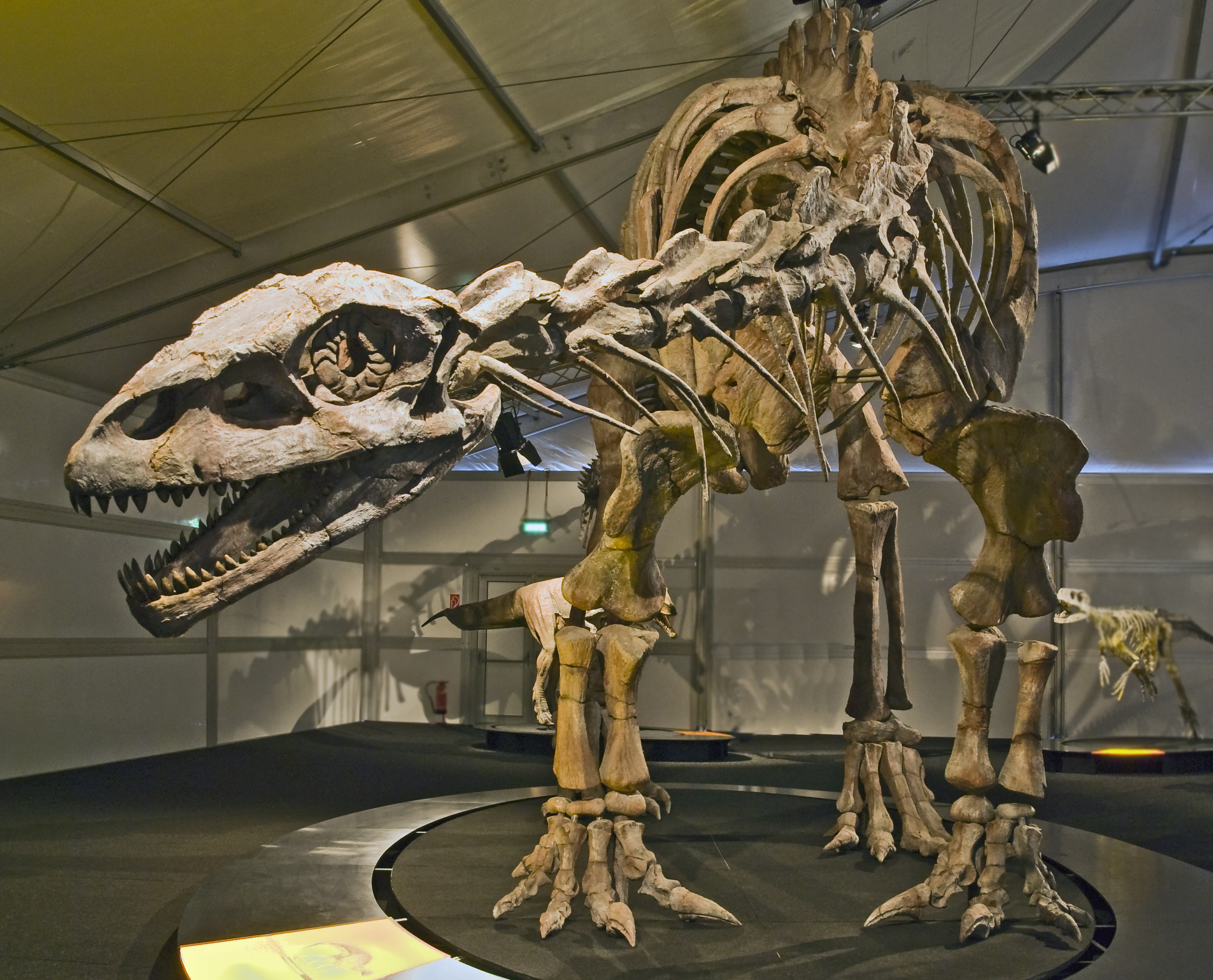
Skelettrekonstruktion von Lessemsaurus sauropoides, benannt nach Don Lessem (2010)

Lessem studierte Kunstgeschichte an der Brandeis University und Ethologie an der University of Massachusetts Boston. Nachdem Studium forschte er zunächst am Smithsonian, wo auch seine Karriere als Schriftsteller begann.
Während eines Aufenthalts am Massachusetts Institute of Technology 1988 entwickelte sich sein Interesse an Paläontologie. Sein erstes Buch in diesem Bereich, Kings of Creation, veröffentlichte er 1990.
Lessem arbeitete als Berater für den Film Jurassic Park und für die entsprechenden Themenparks. Der Dinosaurier Lessemsaurus ist nach ihm benannt. Er ist Begründer der Dinosaur Society und der Jurassic-Foundation, die Mittel für die Dinosaurierforschung sammeln.

## Veröffentlichungen (Auswahl)
- Dinosaurierforscher: Die abenteuerliche Suche nach einer untergegangenen Zeit, Springer, 2017, ISBN 978-3-0348-6178-6
- Mit John Bindon: The smartest dinosaurs, Minneapolis : Lerner Publications Co., 2005, ISBN 0-822-51373-0
- Mit Jan Sovak: Scholastic dinosaurs A-Z : the ultimate dinosaur encyclopedia, New York : Scholastic, 2003, ISBN 0-439-16591-1
- Mit David Peters: Supergiants! : the biggest dinosaurs, Boston, Mass. : Little, Brown & Company, 1997, ISBN 0-31652118-3
- Kings of creation : how a new breed of scientists is revolutionizing our understanding of dinosaurs, New York : Simon & Schuster, 1992, ISBN 0-671-73491-1

## Exponate in Deutschland
Im Jahr 2021 eröffnete eine Ausstellung im Zoo Leipzig mit 20 Exponaten von Lessem. Ursprünglich sollte die Ausstellung bis Oktober 2021 im Zoo verbleiben, doch wegen des Erfolges wurde sie bis Oktober 2022 verlängert.
Die zweite Station der Ausstellung ist im Frühjahr 2023 im Tierpark Berlin eröffnet worden und war ursprünglich bis Oktober 2023 geplant, doch auch hier ist beschlossen worden, die Ausstellung erneut bis Herbst 2024 zu verlängert. Zusätzlich zu den in Leipzig gezeigten Exponaten sind noch weitere Exemplare aus den USA dazugekommen.